# 韓明 (正德進士)
韓明（1478年—？），字□，浙江紹興府會稽縣人，民籍，明朝政治人物。

## 生平
正德二年（1507年）丁卯科浙江鄉試第二十八名舉人。正德六年（1511年）中式辛未科會試第二百七十二名，登第二甲第四十五名進士。十五年七月由刑部署员外郎事主事升山东按察司佥事、整饬武定州等处兵。

## 家族
曾祖韓壽；祖父韓□；父韓讓，曾任訓導。母勞氏。